# G d's Pee at State's End!
Albums de Godspeed You! Black Emperor
Luciferian Towers
(2017) No Title as of 13 February 2024 28,340 Dead
(2024)
G_d's Pee at State's End! (stylisé G_d's Pee AT STATE'S END!) est le septième album studio du groupe de post-rock canadien Godspeed You! Black Emperor, publié le 2 avril 2021 par Constellation Records.

## Annonce et promotion
En août 2019, le groupe joue deux nouveaux morceaux en concert ; nommés Glacier et Cliff, ces morceaux constituent la base de l'album qui, selon un communiqué du groupe, est enregistré en octobre 2020.
Le 2 mars 2021, le groupe sort une bande-annonce d'une minute montrant la première piste de l'album,. Le lendemain, Constellation Records annonce la sortie de G_d's Pee at State's End! pour le 2 avril 2021,. À l'instar de l'album précédent du groupe, Luciferian Towers, un communiqué incluant une liste de demandes accompagne l'annonce de l'album,,:
- « vider les prisons » ;
- « enlever son pouvoir à la police et le donner aux quartiers qu'elle terrorise » ;
- « arrêter les guerres sans fin et toutes les autres formes d'impérialisme » ;
- « taxer les riches jusqu'à ce qu'ils se soient appauvris ».

Avant la sortie de l'album, Constellation Records envoie plus de 100 copies du disque vinyle de l'album à des disquaires indépendants et aux critiques spécialisés, en leur demandant de « partager des vidéos du disque en train de tourner, dans leurs magasins, leurs foyers ou n'importe quel lieu avec une platine »,.
Le 27 mars 2021, une semaine avant la sortie officielle de l'album, le groupe diffuse en direct l'album dans son intégralité. La musique est accompagnée de la projection d'un film 16 mm réalisé par Karl Lemieux et Philippe Leonard, filmé au cinéma Imperial à Montréal. Le film débute, tout comme les concerts du groupe, avec le mot « ESPOIR » gratté en blanc sur du celluloïd. Le film utilise notamment des images de pylônes, d'émeutes de barils de pétrole en feu. De telles projections font partie des concerts du groupe depuis longtemps, mais aucun n'avait été officiellement publié avant cette diffusion,. L'album sort officiellement le 2 avril.

## Composition
La version physique de l'album contient un disque de 12 pouces et un autre disque de 10 pouces. Ce format physique est déjà utilisé sur plusieurs albums précédents, notamment Allelujah! Don't Bend! Ascend!,,. Sur certains services de streaming, comme Spotify, Tidal, Amazon Music ou encore Deezer, les mouvements des pistes 1 et 3 de la version physique sont séparés,. Sur d'autres plateformes comme Bandcamp, la tracklist de la version physique est conservée.
L'album utilise des enregistrements sonores retrouvés, un choix de style pour lequel le groupe est connu mais qui est absent de leurs deux précédents albums. Le groupe utilise également des bourdons, des cordes ou encore une grosse caisse, en plus des guitares basses habituelles du groupe.
La dernière piste de l'album, OUR SIDE HAS TO WIN (For D.H.), rend hommage à Dirk Hugsam, agent chargé des tournées européennes du groupe, mort fin 2018. Les oraisons funèbres faites par les membres du groupe sont également disponibles sur le site internet de Constellation Records.

## Réception
Les critiques spécialisés notent à sa sortie que G_d's Pee at State's End! réintroduit les enregistrements sonores tout en abandonnant les sons ambients de Luciferian Towers, et considèrent l'album comme un retour en bonne et due forme du groupe. Dans sa critique pour Paste, Ben Salmon écrit que « après avoir fait un zig pendant un temps, Godspeed fait un zag avec G_d's Pee at State's End, ramenant certains éléments qui rendaient le groupe si intéressant au départ ».
Patrick Clarke de New Musical Express affirme que G_d's Pee at State's End! est « un album tumultueux pour des temps tumultueux, mais qui possède un morceau d'une beauté galvanisante pour chaque moment de terreur ». Grayson H. Currin de Pitchfork dépeint l'album comme étant honnête à propos de « la forme non-linéaire du progrès, ou sur comment gagner la bataille pour rendre ce monde meilleur entraînerait forcément des pertes dévastatrices ; dans son entièreté, l'album est bien plus que juste "empli d'espoir" ». Dans un article pour le Guardian, Kitty Empire (en) considère que l'album est « un album à la sonorité particulièrement plus rock que d'habitude, [mais] dont le niveau reste toujours bien au-dessus d'autres musiques post-rock ».

## Liste des pistes
| Édition physique | Édition physique | Édition physique | Édition physique | Édition physique | Édition physique | Édition physique | Édition physique | Édition physique | Édition physique |
| No               | Titre | Durée            |                  |                  |                  |                  |                  |                  |                  |
| ---------------- | --- | ---------------- | ---------------- | ---------------- | ---------------- | ---------------- | ---------------- | ---------------- | ---------------- |
| 1.               | A Military Alphabet (five eyes all blind) (4521.0kHz 6730.0kHz 4109.09kHz) / Job's Lament / First of the Last Glaciers / where we break how we shine (Rockets for Mary) | 20:22            |                  |                  |                  |                  |                  |                  |                  |
| 2.               | Fire at Static Valley | 5:58             |                  |                  |                  |                  |                  |                  |                  |
| 3.               | "Government Came" (9980.0kHz 3617.1kHz 4521.0 kHz) / Cliffs Gaze / cliffs' gaze at empty waters' rise / Ashes to Sea or Nearer to Thee                                  | 19:48            |                  |                  |                  |                  |                  |                  |                  |
| 4.               | OUR SIDE HAS TO WIN (for D.H.) | 6:30             |                  |                  |                  |                  |                  |                  |                  |
| 52:38            | |                  |                  |                  |                  |                  |                  |                  |                  |

| Édition numérique | Édition numérique                                                                 | Édition numérique | Édition numérique | Édition numérique | Édition numérique | Édition numérique | Édition numérique | Édition numérique | Édition numérique |
| No                | Titre                                                                             | Durée             |                   |                   |                   |                   |                   |                   |                   |
| ----------------- | --------------------------------------------------------------------------------- | ----------------- | ----------------- | ----------------- | ----------------- | ----------------- | ----------------- | ----------------- | ----------------- |
| 1.                | Military Alphabet (five eyes all blind) (4521.0kHz 6730.0kHz 4109.09kHz)          | 4:35              |                   |                   |                   |                   |                   |                   |                   |
| 2.                | Job's Lament                                                                      | 8:02              |                   |                   |                   |                   |                   |                   |                   |
| 3.                | First of the Last Glaciers                                                        | 5:59              |                   |                   |                   |                   |                   |                   |                   |
| 4.                | where we break how we shine (ROCKETS FOR MARY)                                    | 1:14              |                   |                   |                   |                   |                   |                   |                   |
| 5.                | Fire at Static Valley                                                             | 5:58              |                   |                   |                   |                   |                   |                   |                   |
| 6.                | "GOVERNMENT CAME" (9980.0kHz 3617.1kHz 4521.0 kHz)                                | 11:35             |                   |                   |                   |                   |                   |                   |                   |
| 7.                | Cliffs Gaze / cliff's gaze at empty waters' rise / ASHES TO SEA or NEARER TO THEE | 8:12              |                   |                   |                   |                   |                   |                   |                   |
| 8.                | OUR SIDE HAS TO WIN (for D.H.)                                                    | 6:30              |                   |                   |                   |                   |                   |                   |                   |
| 52:38             |                                                                                   |                   |                   |                   |                   |                   |                   |                   |                   |

## Crédits
- Aidan Girt (en) – batterie
- David Bryant (en) – guitare électrique, MG-1 (en)
- Efrim Menuck – guitare électrique, OP-1 (en)
- Mauro Pezzente (en) – basse électrique
- Mike Moya (en) – guitare électrique
- Sophie Trudeau (en) – violon, orgue
- Thierry Amar (en) – basse électrique et contrebasse
- Timothy Herzog – batterie, glockenspiel
- Karl Lemieux (en) – projection du film 16 mm
- Philippe Leonard – projection du film 16 mm

## Classements
| Classement (2021)                 | Meilleure position |
| --------------------------------- | ------------------ |
| GfK Entertainment charts          | 11                 |
| ARIA                              | 87                 |
| Ultratop (Flandre)                | 28                 |
| Ultratop (Wallonie)               | 133                |
| OCC                               | 8                  |
| Promusicae                        | 75                 |
| IRMA                              | 74                 |
| Album Top 100 (en)                | 82                 |
| OCC                               | 29                 |
| Sverigetopplistan (albums vinyle) | 4                  |
| Schweizer Hitparade               | 21                 |